# 人民公园 (广州)
广州市人民公园（俗称中央公园），位于廣東省广州市中心城區，是广州最早建立的综合性公园，1921年10月12日启用。公园布局为意大利图案式庭园，呈方形几何对称形式。院内古树众多。

## 历史
公园所在从隋朝起均为官府用地，元朝为广东道肃政廉访使署，明代为都指挥司署，曾为南明绍武政权王宫，清代先后为平南王府和广东巡抚署。1918年10月22日，广州市政公所“择定抚署为第一公园”，1921年10月12日，广州第一公园正式对外开放，开幕式上“市民到者二十万人”。时任广州市政公所技士、毕业于美国康乃尔大学建筑系的杨锡宗，开创性地采用西方几何图案式造园手法，以南北向道路为中轴线，采用罗马式的对称布局，平面为直角梯形。杨锡宗设计了六座喷水池、四尊石像、一座假山以及大礼堂、古物陈列室、射击场、游乐场等设施。但是六座喷水池最终仅建成一座，娱乐设施也未能全部建成。公園建成後，康有為曾由意大利購回幾個獅身人面白石雕像，陳列於園中。

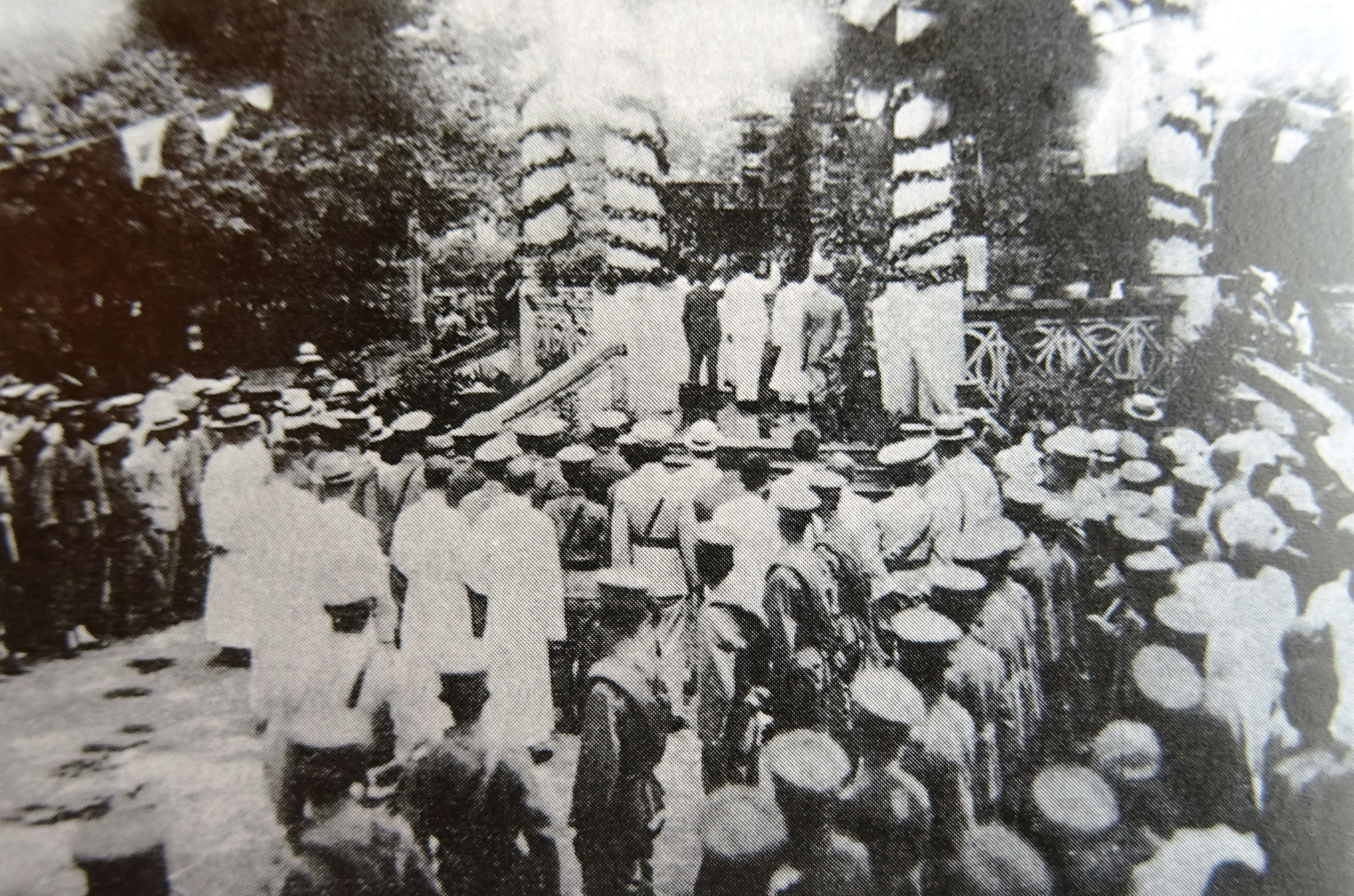
1925年廣東省政府成立，各廳長宣誓禮就在中央公園的音樂亭舉行，觀禮軍民眾多

1923年8月12日公园公布游览规则，此为中国历史首个公园规则。
因地处市中心，1925年改名为中央公园，现时亦普偏以该名称呼。1966年改现名。
1924年三八国际妇女节当日广州妇女界在公园举办纪念大会，此为中国妇女历史首次大规模三八纪念活动。
1927年廣州暴動後，曾在公園正門前豎立殉職警察紀念碑紀念事件中遇害警員，為砲彈型石柱紀念碑，周圍有鐵鍊圍繞。今不存。
1998年10月成为广州首个拆除围墙免费开放的公园。
2012年11月15日公园被公布为越秀区登记保护文物单位，公布名称为“第一公园旧址”。2021年4月升格為廣州市文物保護單位。

### 場地辦學
近代南粵第一所官立美術學校——廣州市立美術學校，於1922年曾在第一公園內創立，對後世影響頗大。該校是仿日本東京美術學校而設，兼有理論課程和國文、外語、音樂等公共科目。1927年國共分裂，學校遷址三元宮。

### 工程改造爭議
2020年12月當局透過工程招標開始對公園景觀進行大改造，由廣州市園林局下轄的越秀區綠化養護第一工區負責，總投資共計3819.59萬元。根據工程招標文件和初步設計方案，建設內容包括對中軸廣場和南入口廣場的改造、休閒空間的重新建設，還有對園路、平臺、樹池、花基等的改造。當中較受矚目的是有將近兩百棵原有的樹木要被移走，截至2021年5月左右，包括不少的老榕樹都被修剪氣根甚至是整個被拔起，替換成瘦小的鳳凰木，另外還擴大了草地面積同時是禁止公眾進入使用，不少市民對此不滿。而這個「疏林草地」的方案不少專家也都不認同，認為改造是僅由景觀角度出發，不單沒有尊重文物保護，也破壞了歷史名園的歷史風貌。

## 附近設施
北面为廣州市政府合署。地處公园路以北、府前路以南、东到吉祥路、西至连新路，面积4.46万平方米。公园南侧地底建有动漫星城及地铁1、2号线交汇的公园前站。北侧有广州市发展和改革委员会办公大楼。
- 廣東迎賓館
- 廣州市政府
- 中山紀念堂
- 廣州市公安局
- 中旅廣場
- 五月花廣場

## 交通
- 巴士：
  - 公园前站：經停：6，夜班5。
  - 府前路站：經停：74。
  - 迎賓館站：經停：5，29，74，87，124，180，209，244&244a，253，273，519；高峰快线40。
  - 中山五路站：經停：7，24，27，102，107，108，182，191，215&215长线，233，243，264，833；高峰快线7，9，52;广12，42，281；广夜67；夜班2，8，12，21，27，40，56，78，89。
- 地鐵：█1号线█2号线 公园前站E、F、H口